# Patrick Ouchène
Patrick Ouchène, né le 5 décembre 1966 à Bruxelles, est un chanteur belge connu pour être le chanteur principal du groupe de rockabilly Runnin' Wild et du groupe The Domino's qui a remporté un petit succès avec "Je suis swing" au début des années 1990. Il est choisi par la RTBF pour représenter la Belgique au Concours Eurovision de la chanson 2009 à Moscou avec le groupe Copycat.

## Eurovision 2009
Il représente la Belgique lors de la première demi-finale du Concours Eurovision de la chanson 2009 à Moscou, le 12 mai 2009, avec la chanson Copycat (composée par Miam Monster Miam sur des paroles de Jacques Duvall), en tant que leader du groupe éponyme : la chanson ne passe pas la demi-finale.